# Blown Away (пісня Керрі Андервуд)
«Blown Away» (англ. Унесене вітром) — другий сингл четвертого студійного альбому американської кантрі-співачки Керрі Андервуд — «Blown Away». В США пісня вийшла 9 липня 2012. Пісня написана Крісом Томпкінсом та Джошем Кером; спродюсована Марком Брайтом. Прем'єра музичного відео відбулась 30 липня 2012. Сингл посів 2 місце чарту Billboard Hot Country Songs та 20 місце чарту Billboard Hot 100. Сингл отримав три платинові сертифікації від американської компанії RIAA та одну платинову сертифікацію від канадської компанії Music Canada.

## Музичне відео
Відеокліп зрежисовано Ранді Сент. Ніколасом, спродюсовано Брендоном Бонфігло. Для сюжету відеокліпу було взято сценарій книги Френка Баума Дивовижний чарівник країни Оз. Трейлер було випущено 11 червня 2012. Прем'єра музичного відео відбулася 30 липня 2012 на сайті E! Online. Станом на травень 2018 музичне відео мало 40 мільйонів переглядів на відеохостингу YouTube.

## Список пісень
| #  | Назва        | Тривалість |
| -- | ------------ | ---------- |
| 1. | «Blown Away» | 4:00       |

## Чарти
Тижневі чарти
| Чарт (2012)                        | Місце |
| ---------------------------------- | ----- |
| Canadian Hot 100                   | 27    |
| Canada Country (Billboard)         | 1     |
| Scotland (Official Charts Company) | 100   |
| UK Singles Chart                   | 155   |
| U.S. Billboard Hot 100             | 20    |
| U.S. Billboard Hot Country Songs   | 2     |
| U.S. Billboard Country Airplay     | 1     |
| U.S. Billboard Adult Top 40        | 31    |

Річні чарти
| Чарт (2012)                      | Місце |
| -------------------------------- | ----- |
| U.S. Billboard Hot 100           | 70    |
| U.S. Billboard Hot Country Songs | 32    |

| Чарт (2013)                      | Місце |
| -------------------------------- | ----- |
| U.S. Billboard Hot Country Songs | 45    |

## Продажі
Станом на 5 вересня 2012 року в США було продано 663,000 копій . Станом на 10 жовтня 2012 року в США було продано 1,004,000 копій.
| Країна                | Сертифікація (таблиця продажів та сертифікатів) | Продажі    |
| --------------------- | ----------------------------------------------- | ---------- |
| Канада (Music Canada) | Платина                                         | +80,000    |
| США (RIAA)            | 3× Платина                                      | +3,000,000 |